# 호르겐 문화
호르겐 문화(Horgen culture)는 스위스의 신석기 시대에 속하는 여러 고고학 문화 중 하나이다. 호르겐 문화는 핀 문화에서 파생되었을 수 있으며, 초기 호르겐 도기는 스위스 트완(Twann)의 코르테이요 문화 초기 도기와 유사하다. 스위스 호르겐에 있는 주요 유적지 중 하나의 이름을 따서 명명되었다.

## 연대

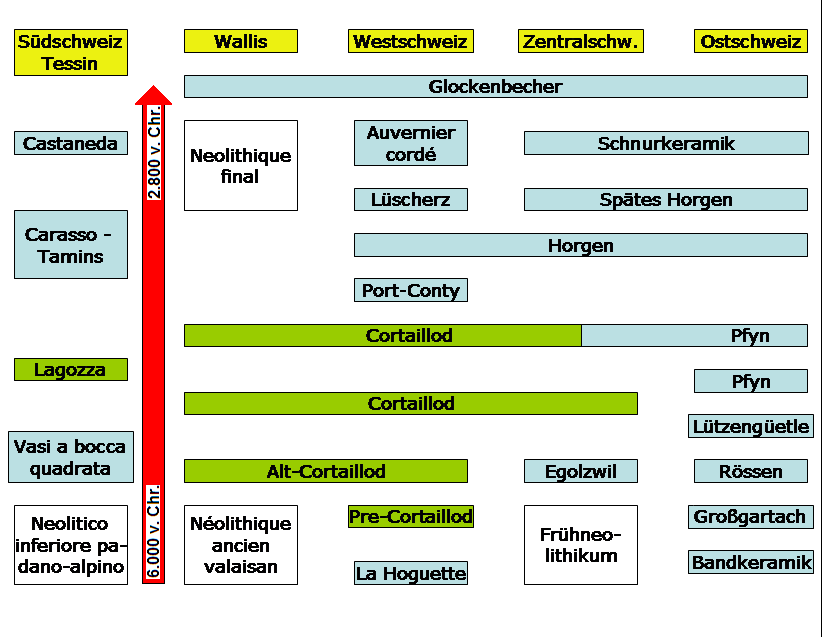
스위스 선사시대의 위치와 연대

호르겐 문화는 기원전 3500/3400년대에서 시작되어 기원전 2850년대까지 지속되었다. 나이테의 연대는 기원전 3370년에서 2864년 사이이다.

## 분포
호르겐 핵심 지역은 북부 스위스와 남서부 독일에 있으며, 콘스탄스 호수 근처에 있지만, 라인강을 따라 더 북쪽에 도달했을 수 있다. 프랑스 세느와즈-마른 문화와 관련이 있을 수 있다. 유적지에는 호르겐, 오뜨리브-샹프레브(Hauterive-Champréves), 에쉔츠(Eschenz) 및 취리히가 포함된다.
취리히 근처 취리히 호수의 오른쪽 제방에 있는 펠트마일렌 -포더펠트 및 마일렌에서 4층의 핀 문화 유물(4350-3950 BC 보정 )에 이어 5개의 호르겐 문화(3350-2950 BC) 층이 펠트마일렌에서 발견되었다. 인근 마일렌에서 1개의 핀 층(4250-4000 BC)과 3개의 호르겐(3300-2500 BC) 층이 발견되었다.

## 특징

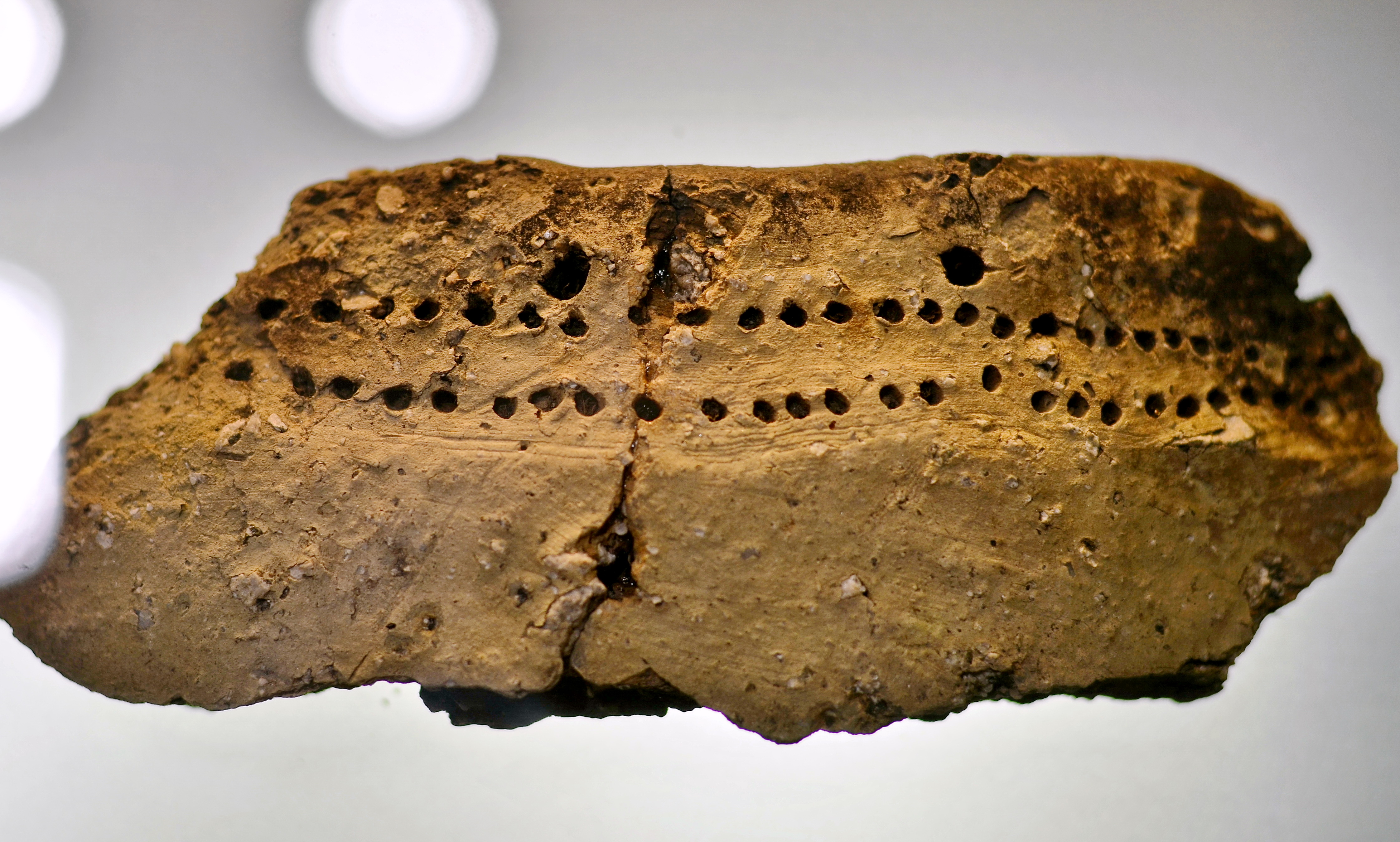
취리히, 그라붕 파크하우스 오퍼라 제흐젤라우텐 플라츠에서 발견된 호르겐 문화 도기

도기에는 세 단계가 있었다. 초기, 중기 및 후기. 초기 도기는 핀 문화와 아마도 스위스 트완(Twann)의 코르테이요 문화와 친밀감을 나타낸다. 도기에 있는 방추형 소용돌이는 남부 푼넬비커 문화(Funnelbeaker)와 초기 바덴 문화와의 연관성을 나타낼 수 있다. 중간 단계(나쉬도르프-슈트란트바트, 콘스탄스호 및 둘렌리트, 페더제에서 발견됨)는 더 서양식 전통의 영향을 받을 수 있다. 마지막 호르겐 단계는 부르커로트(Burgerroth), 바르트베르크(Wartberg) 및 골드베르크 3 그룹 문화(Goldberg III)와 유사성을 나타낸다.
도기는 초기 코르테이요 문화보다 덜 세련되고, 장식되었다. 그러나 부싯돌 산업은 잘 발달되어 우아한 석기 도구를 생산했다.
돼지는 호르겐 시대에 점점 더 중요해졌다. 돼지뼈는 마을 한가운데에서 가장 많이 발견되는 뼈로 전체 뼈의 70%를 차지한다.

## 같이 보기
- 알프스 주변의 선사시대 말뚝 주거지
- 취리히 호수 주변의 선사시대 말뚝 주거지